# Jan Jerzy Plersch

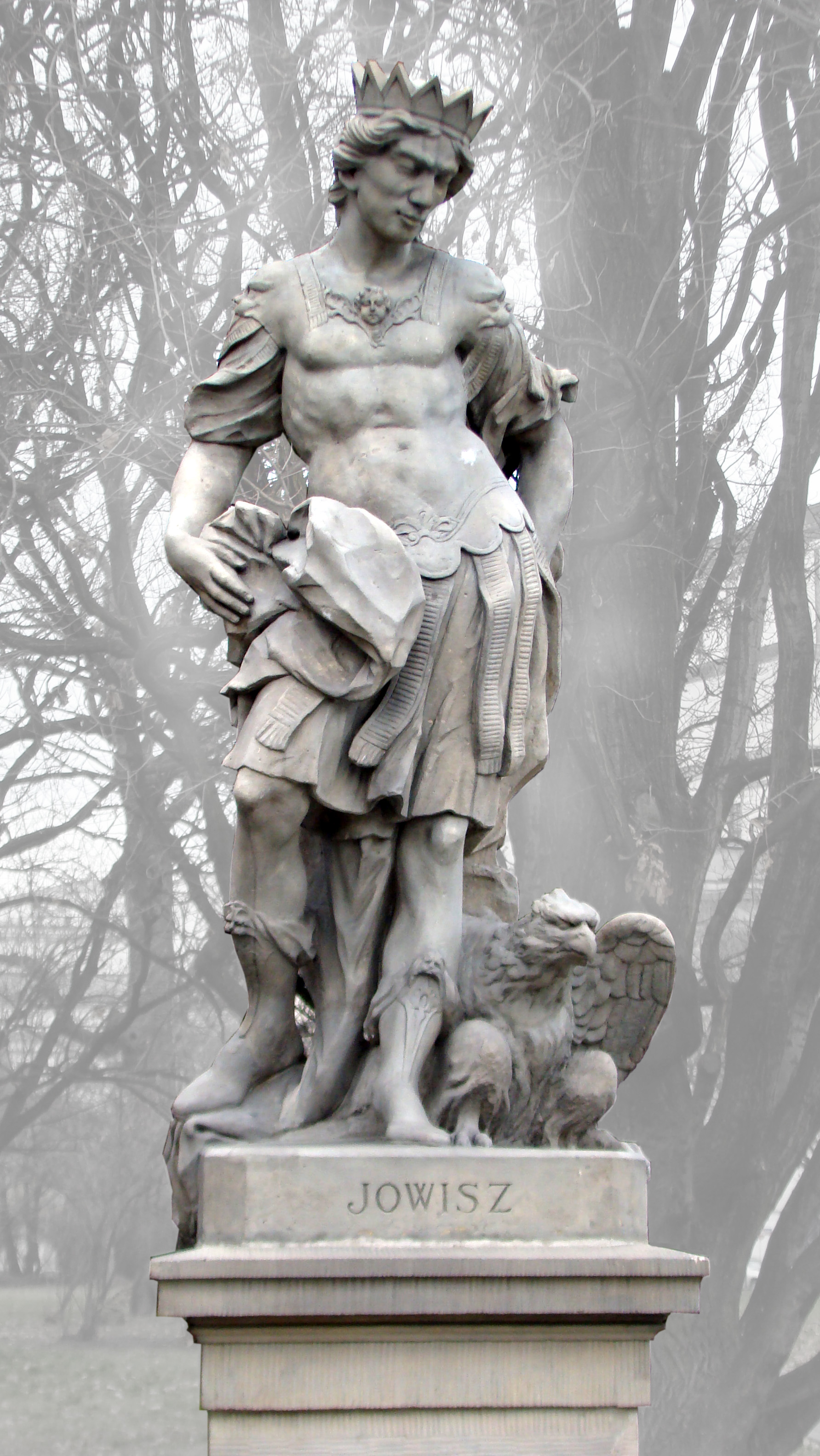
Intellect của Jan Jerzy Plersch, Vườn Saxon

Jan Jerzy Plersch (sinh năm 1704 hoặc 1705 –  mất ngày 1 tháng 1 năm 1774) là một nhà điêu khắc người Ba Lan gốc Đức.
Thiết kế của các tác phẩm điêu khắc Plersch tạo ra ở một mức độ nào đó thể hiện "Trường phái Lviv" trong điêu khắc. Một bia mộ tượng trưng của Thống đốc Jan Tarło phía trong cửa chính của Nhà thờ Dòng Tên, Warsaw (bia mộ này đã bị phá hủy trong Chiến tranh thế giới thứ hai, được ghép và dựng lại vào năm 2010) có thể sánh bằng những tác phẩm nghệ thuật điêu khắc đẹp nhất ở châu Âu thế kỷ 18, cả về mặt nội dung và cách thực hiện.
Các tác phẩm quan trọng khác của Plersch bao gồm Đám cưới của Mariavà bục giảng kinh thánh cho Nhà thờ Dòng Cát Minh, Warsaw; và chạm trổ tầng trên mặt tiền của Nhà thờ Đức Trinh Nữ Maria Viếng thăm, Warsaw - công trình này được tái tạo vào năm 2009, bao gồm Elizabeth và Maria, xuất phát từ cảnh Đức Maria đi viếng bà Thánh Elizabeth và Thánh Joseph; Thánh Joachim và Thánh Anne; và Zechariah. Plersch cũng sáng tạo một số công trình cho Nhà thờ Thánh Giá, Warsaw và Nhà thờ Thánh Martin, Warsaw. Con trai ông là Jan Bogumil Plersch, là một họa sĩ chân dung và nhà trang trí tại triều đình của Vua Stanisław August Poniatowski.